# 米蘭地鐵1號線
米蘭地鐵1號線（義大利語：Linea M1）是義大利米蘭的一條地鐵路線。米蘭地鐵1號線在1957年開工，1964年11月1日開始通車運行。米蘭地鐵1號線的代表色是紅色，因此又稱米蘭地鐵紅線。